# Torfajökull
Torfajökull es un volcán y glaciar ubicado en la región de Suðurland, al sur de Islandia.

## Características
Es un  estratovolcán riolítico y un glaciar ubicado en el municipio de Rangárþing ytra, al norte de Mýrdalsjökull y al sur del lago Þórisvatn, en Islandia. Torfajökull erupcionó por última vez en 1477 y está formado por la zona más grande de rocas extrusivas de sílice en Islandia. La región de Landmannalaugar forma parte del sistema  volcánico de Torfajökull.